# Corydalis microflora
Corydalis microflora är en vallmoväxtart som först beskrevs av Cheng Yih Wu och H. Chuang, och fick sitt nu gällande namn av Z. Y. Su, Lidén. Corydalis microflora ingår i släktet nunneörter, och familjen vallmoväxter. Inga underarter finns listade i Catalogue of Life.